# Astiphromma anale
Astiphromma anale là một loài tò vò trong họ Ichneumonidae.